# Quercus insignis
L'alzina insigne (Quercus insignis) és un arbre del gènere Quercus que es distribueix pel centre del continent americà, entre Mèxic, Guatemala, Hondures, Costa Rica, Panamà i Belize.

## Descripció
Arbre de fulla persistent que pot arribar als 30 m d'alçada, amb un tronc fins a 1 m de diàmetre. El tronc i branques són tomentoses en el primer any, per passar a glabre i amb lenticel·les blanques .

Les fulles són gruixudes, el·líptiques, agudes, fan de 10 a 28 cm de longitud i de 4 a 10 cm d'amplada. Amb un pecíol de 8 a 25 mm de longitud, disposen una base arrodonida i el marge és ondulat, rarament dentat.

El fruit, la gla, és solitària i de gran mida; de 4 a 7 cm de longitud. La seva maduració és anual.